# Syntomopus thoracicus
Syntomopus thoracicus är en stekelart som beskrevs av Walker 1833. Syntomopus thoracicus ingår i släktet Syntomopus och familjen puppglanssteklar.
Artens utbredningsområde är:
- Tjeckien.
- Slovakien.
- Tyskland.
- Ungern.
- Kazakstan.
- Nederländerna.
- Rumänien.
- Sverige.
- Moldavien.

Arten är reproducerande i Sverige. Inga underarter finns listade i Catalogue of Life.